# Douglas Bader

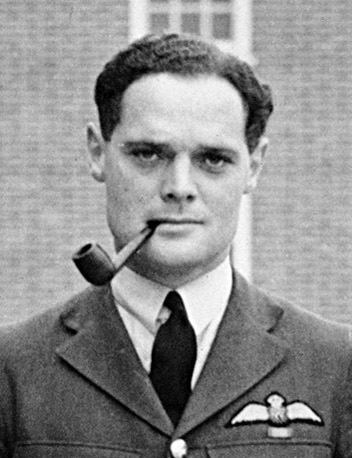
Douglas Bader im Jahr 1940

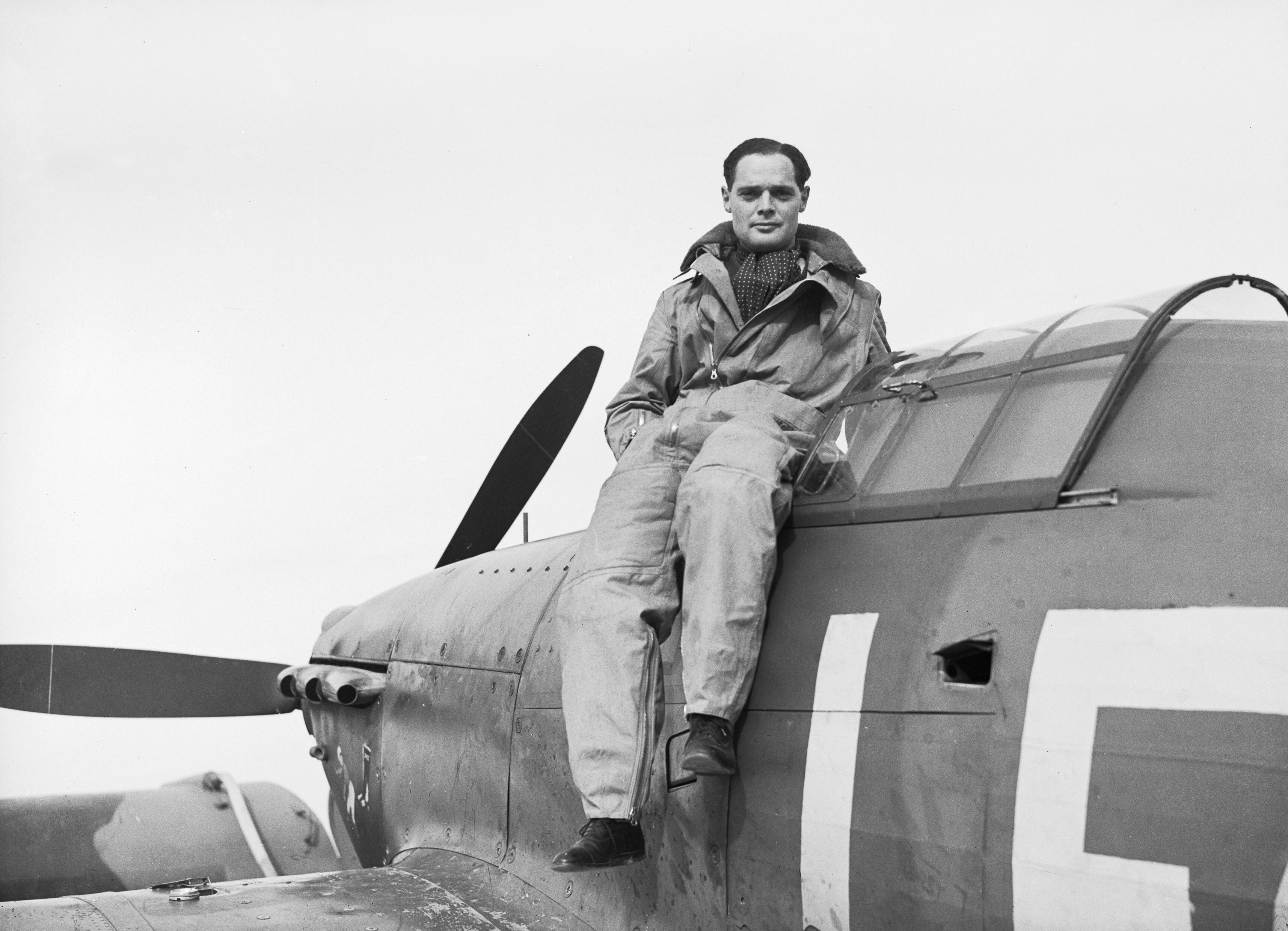
Bader auf seiner Hurricane als kommandierender Offizier des Geschwaders Nr. 242 nach der Schlacht um Frankreich

Sir Douglas Robert Steuart Bader CBE, DSO mit Spange, DFC mit Spange (* 21. Februar 1910 in St. John’s Wood, London; † 5. September 1982 ebenda) war ein britischer Jagdflieger und Symbolfigur für die Werte und den Erfolg der Royal Air Force.

## Leben

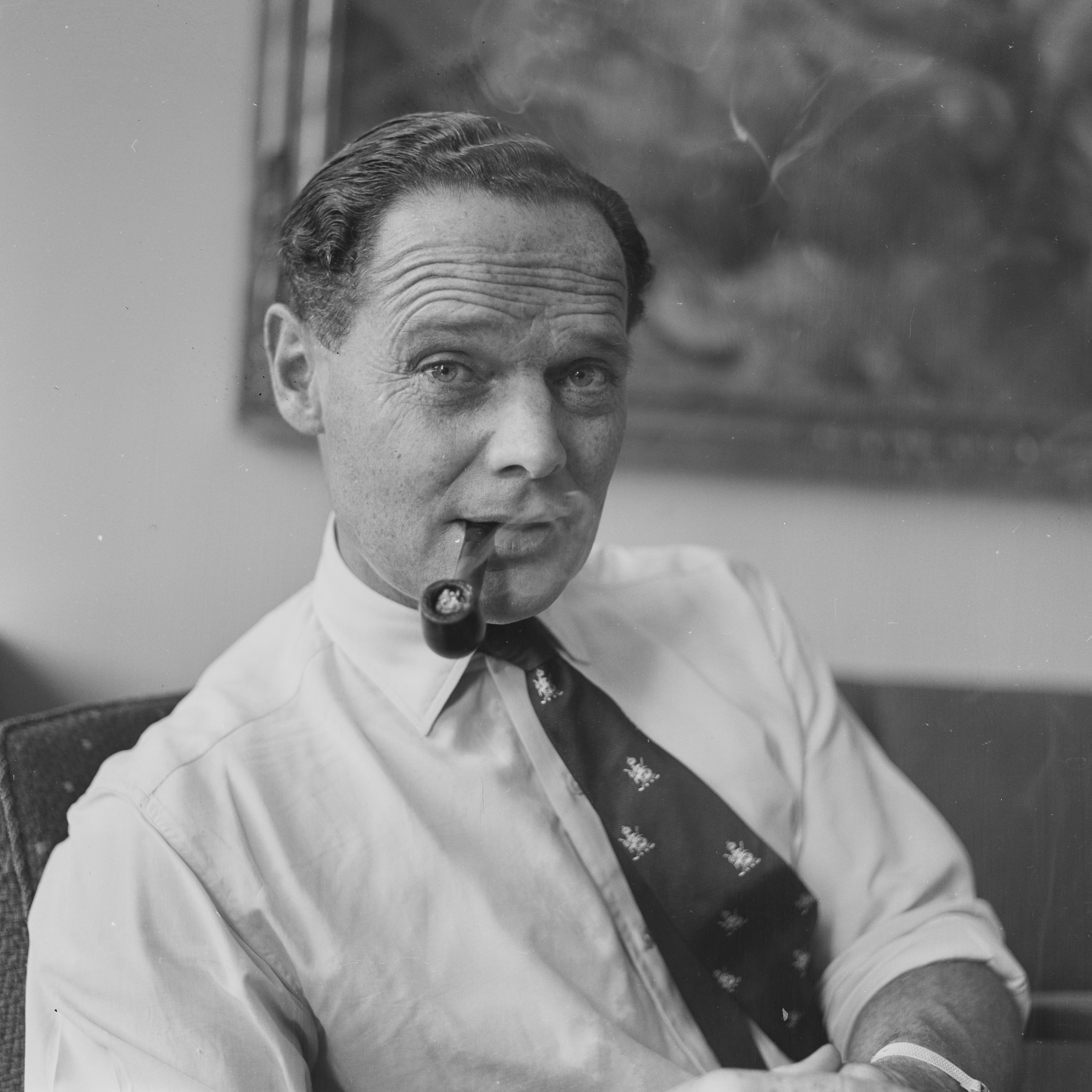
Douglas Bader im Jahr 1955

Douglas Bader trat als Kadett 1928 in die elitäre Royal-Air-Force-Akademie in Cranwell ein. Nach zweijähriger Ausbildung zum Kampfpiloten schloss er ohne Auszeichnung ab und trat den aktiven Flugdienst an. Seine beeindruckenden Kunstflugmanöver wurden bald im Kreise der RAF bekannt, und so wurde er 1931 durch Kameraden zu einer Demonstration seines Könnens am Flugfeld von Woodley überredet.
Bei dem Versuch, am 14. Dezember 1931 eine gesteuerte Rolle in niedriger Höhe über dem Platz zu fliegen, berührte sein Bristol Bulldog Doppeldecker mit der Tragfläche den Boden, Bader konnte nur schwer verletzt gerettet werden, ein Bein musste sofort, das andere einige Tage später amputiert werden.
Der Genesungsprozess war langwierig, wurde aber durch die Anfertigung von Beinprothesen aus der Werkstatt der ehemaligen Flugzeugkonstrukteure Marcel und Robert Dessoutter, mit denen Bader auf unverwechselbare Weise aufrecht und ohne Stock zu gehen erlernte, ermöglicht.
Bader bekam eine Stellung bei der Shell Oil Company, die ihn aber nie richtig ausfüllte. Seine Frau Thelma, die als Kellnerin gearbeitet hatte, als er sie kennenlernte, heiratete er im Jahr 1935.
Nach dem Ausbruch des Zweiten Weltkrieges bewarb sich Bader bei der Stellungskommission der RAF und erreichte mit Wohlwollen einiger seiner ehemaligen Kameraden aus Cranwell die Wiedereinstellung in die RAF. Trotz seiner Behinderung konnte er alle geforderten Flugprüfungen makellos bestehen.
Im Februar 1940 wurde er zum aktiven Dienst bei No. 19 Squadron in Duxford bei London abkommandiert, wenig später wurde ihm das Kommando über eine Gruppe der mit Supermarine Spitfire ausgerüsteten No. 222 Squadron übergeben. Eine von ihm geflogene neue Spitfire ging dabei durch einen Bedienungsfehler zu Bruch, Bader blieb dabei unverletzt.
Bei einem Einsatz im Rahmen der Operation Dynamo zur Entlastung der British Expeditionary Force auf seinem Rückzug vom Festland über den Hafen von Dünkirchen gelang ihm sein erster Luftsieg gegen eine Messerschmitt Bf 109E der Luftwaffe.
Im Juni 1940 wurde Bader mit dem Kommando über die kanadische No. 242 Squadron betraut. Die Piloten dieser Staffel, durch den verlustreichen Rückzugskampf in Frankreich gezeichnet und demoralisiert, hatten zunächst wenig Zuversicht in die fliegerischen Fähigkeiten des bereits etwas älteren, beinamputierten Bader. Doch dieser führte gleich nach einem kurzen Vorstellungsgespräch eine halbstündige perfekte Kunstflugvorführung über den Köpfen der staunenden Kanadier vor. In weiterer Folge setzte er sich kompromisslos für die Bedürfnisse der Staffel ein, kümmerte sich persönlich um die Ausbildung und hatte in kürzester Zeit die Gruppe zu einer Vorzeigestaffel zusammengeschweißt.
Am 30. August griffen zwölf Flugzeuge der Staffel unter seiner Führung einen deutschen Verband aus 30 Bombern und Jagdflugzeugen an und konnten zwölf davon abschießen. Bei der Nachbesprechung zu diesem Erfolg bemerkte Bader, dass der Erfolg noch weit größer gewesen wäre, hätten sie mit dreimal so vielen Flugzeugen angreifen können. In dieser Phase der Luftschlacht um England wurde aber eine Taktik verfolgt, die Verbände von der Stärke einer Staffel, also von zwölf Flugzeugen, als größte gemeinsam geführte Angriffseinheit bei den Jagdflugzeugen vorgab.
Dies war in der Sorge begründet, dass ein größerer Verband zu unflexibel sei und das Risiko in sich barg, zu viele Reserven auf einmal zu opfern. Wichtiger Vertreter dieser Auffassung war der Kommandeur der 11. Fighter Group, Air Vice Marshal Keith Park, welche die Hauptlast der Verteidigung Südenglands in der kritischen Phase trug.
Bader war aber mit seiner Staffel der 12. Fighter Group unterstellt, die von Air Vice Marshal Leigh-Mallory geführt wurde. Leigh-Mallory war sofort von der Idee begeistert und führte erst drei, dann fünf Staffeln zu einer „Fighter Wing“ zusammen, was zahlenmäßig in etwa der Gruppe eines Jagdgeschwaders der Luftwaffe entsprach. Der Verband wurde als „Duxford Wing“ bekannt und von Douglas Bader in den Kampf geführt. Gegen Ende des Jahres 1940 konnte der Duxford Wing über 150 Abschüsse bei eigenem Verlust von 30 Piloten verzeichnen. Die Big-Wing-Kontroverse zwischen Park und Leigh-Mallory wurde dadurch angeheizt und nie völlig ausgeräumt.
Im März 1941 übernahm Bader die Führung des an der Kanalküste stationierten Tangmere Wing, wo er den Zenit seiner Jagdfliegerlaufbahn erlebte. Der erfolgreichste britische Jagdflieger, James Edgar Johnson, erzielte in dieser Zeit seinen ersten Luftsieg als Pilot der No. 616 Squadron als eine der Einheiten des Tangmere Wing. Zahlreiche Zusammenstöße zwischen den Spitfires unter der Leitung von „Dogsbody“, wie er vom britischen Bodenradar gerufen wurde (seine Spitfire trug neben dem Staffelkennung die Buchstaben „DB“) und der von Adolf Galland geführten „Kanaljäger“ des Jagdgeschwaders 26 wurden in dieser Zeit gemeldet. Bader war, so wie Galland, bei Freund und Feind bekannt.
Am 9. August 1941 kam es über französischem Gebiet im Verlauf eines wilden Luftkampfes laut Baders eigener Beschreibung zu einer Kollision zwischen der Spitfire „Dogsbodys“ und einer Maschine der Luftwaffe. Später wurde auch spekuliert, dass es sich möglicherweise um einen Abschuss durch die Bordkanonen einer Bf 109 gehandelt haben könnte. Bader konnte mit dem Fallschirm aussteigen, verlor zuvor seine rechte Beinprothese im Cockpit und seine linke Prothese wurde beschädigt. Als er gefangen wurde, konnte Galland nicht widerstehen und holte den charismatischen Briten zu seinem Stützpunkt in Saint-Omer, um ihn in einer Bf 109 „probesitzen“ zu lassen. Der Abwurf eines Ersatzpaares von Baders spezialangefertigten Prothesen wurde vereinbart, da das deutsche Oberkommando freies Geleit für ein britisches Kurierflugzeug auf französischem Boden ablehnte. Der Abwurf der Prothesen fand bei Nacht durch einen britischen Bomber statt, der von einem Bombenabwurf auf Einrichtungen der Wehrmacht zurückkehrte. Die Darstellung Gallands weicht hiervon ab. Nach seiner Aussage wurden die Prothesen während einer Bombardierung militärischer Einrichtungen mit abgeworfen.
Nach einem erfolglosen Ausbruchsversuch aus dem Schloss von Saint Omer wurde Bader in das Gefangenenlager Oflag IV-C in der Festung Colditz in Sachsen verlegt, wo er erst 1945 von amerikanischen Truppen befreit wurde. Obwohl Bader umgehend eine Einheit der RAF in Frankreich aufsuchte, wurde ihm ein letzter Feindflug mit einer Spitfire untersagt. Bader beendete den Krieg als Fliegerass mit 22,5 zuerkannten Abschüssen, erzielt in einer Zeitspanne von 18 Monaten. Bei der Siegesparade in London führte er in einer Spitfire Mk. IX den Flypast, eine Formation von 300 Flugzeugen der RAF an.
Er schied 1946 auf eigenen Wunsch aus der RAF aus und trat wiederum eine Stellung bei der Shell Oil Company an, diesmal aber, um einen internen Flugdienst mit weltweitem Operationsgebiet aufzubauen und zu leiten. Er erhielt für seine Tätigkeit ein eigenes Flugzeug, seine Frau Thelma war bis zu ihrem Tode seine treue Begleiterin auf seinen Reisen.
1956 wurde sein Fliegerleben mit Kenneth More in der Hauptrolle unter dem Titel „Allen Gewalten zum Trotz“ von Lewis Gilbert verfilmt.
1976 wurde er von Königin Elisabeth II. wegen seiner Verdienste um die Interessen von Kriegsversehrten zum Knight Bachelor geschlagen.
Am 5. September 1982 erlag er nach einem Vortrag in London im Alter von 72 Jahren einem Herzleiden. Bei seiner Beerdigung war auch Galland anwesend.